# 두리쥬와
〈두리쥬와〉는 1996년 11월 3일 발매된 신우상의 노래이다. 당시에는 큰 인기를 끌지 못하였지만, 《놀면 뭐하니?》에서 대한민국의 혼성 그룹 싹쓰리가 부를 후보 곡 중 하나로 공개되면서 알려지기 시작했다. 싹쓰리의 멤버 유두래곤이 황광희과 함께 이를 리메이크, 커버하여 2020년 8월 1일에 발표하였다. ‘두리쥬와’는 ‘둘이 좋아’라는 뜻이다.

## 차트

### 주간 차트
| 차트 (2020)                   | 최고 순위 |
| ----------------------------- | --------- |
| 대한민국 (가온 디지털 차트)   | 18        |
| 대한민국 (가온 다운로드 차트) | 8         |
| 대한민국 (가온 스트리밍 차트) | 26        |